# Stadion Dnister w Owidiopolu
Stadion "Dnister" im.Wiktora Dukowa (ukr. Стадіон «Дністер» ім. В.І. Дукова) – wielofunkcyjny stadion w Owidiopolu w obwodzie odeskim na Ukrainie.
Stadion w Owidiopolu został zbudowany w XX wieku. Po rekonstrukcji stadion dostosowano do wymóg standardów UEFA i FIFA, wymieniono część starych siedzeń na siedzenia z tworzywa sztucznego. Rekonstruowany stadion może pomieścić 1 500 widzów. Domowa arena klubu Dnister Owidiopol.